# Natsumi Murata
Natsumi Murata (村田 奈都美, Murata Natsumi) est une ancienne joueuse de volley-ball japonaise née le 14 mai 1985 à Imabari (Préfecture d'Ehime). Elle mesure 1,76 m et jouait au poste de réceptionneuse-attaquante. Elle a mis un terme à sa carrière de volleyeuse professionnelle en juin 2014.

## Clubs
| Club                                  | De        | À         |
| ------------------------------------- | --------- | --------- |
| Osaka International Takii High School |           | 2003-2004 |
| Okayama Seagulls                      | 2004-2005 | 2013-2014 |

## Palmarès
- Tournoi de Kurowashiki
  - Finaliste : 2005.
- Coupe de l'impératrice
  - Finaliste : 2013.
- V Première Ligue
  - Finaliste : 2014.